# Calintaan
Calintaan è una municipalità di quarta classe delle Filippine, situata nella provincia di Mindoro Occidentale, nella regione del Mimaropa.
Calintaan è formata da 7 barangay:
- Concepcion
- Iriron
- Malpalon
- New Dagupan
- Poblacion
- Poypoy
- Tanyag